# Lonafarnib
Lonafarnib è un farmaco usato per ridurre il rischio di morte dovuto alla sindrome di Hutchinson-Gilford e per il trattamento di alcune laminopatie progeroidi in persone di età pari o superiore a un anno.
È il farmaco più costoso al mondo dopo l'onasemnogene abeparvovec.
Gli effetti collaterali più comuni includono nausea, vomito, diarrea, infezioni, diminuzione dell'appetito e affaticamento.
Il 28 febbraio 2025 il consiglio di amministrazione dell'Agenzia italiana del farmaco ha deciso per la sua rimborsabilità a carico del Servizio sanitario nazionale.